# بطليموس الحادي عشر
بطليموس الحادي عشر «الإسكندر الثاني» حكم مصر بعد والده بطليموس العاشر. قامت في عهده ثورة كبيرة وقتل على أيدي ثوار. تولى من بعده بطليموس الثاني عشر.